# Bangor (thị trấn), Wisconsin
Bangor là một thị trấn thuộc quận La Crosse, tiểu bang Wisconsin, Hoa Kỳ. Năm 2010, dân số của thị trấn này là 603 người.